# Барбарис
Барбари́с (Berberis) — рід листопадних або вічнозелених колючих кущів родини барбарисових, який налічує близько 600 видів (докладніше див. Список видів роду барбарис), поширених по всій земній кулі (крім Австралії). Назва походить від латинського «beiberi», що означає «ведмежа ягода». В Україні, за дуже кислі ягоди, барбарис народ називає кислицею, кислянкою або ще й північним лимоном.

## Ботанічні характеристики

### Будова і життєдіяльність
Кущі барбарису — листопадні або ж вічнозелені. У цьому численному роду є і велетні, і карлики — від 30 см до 3 м. Високі барбариси найчастіше — розлогі кущі зі схиленими донизу гілками, хоча є серед них група з прямими, вертикальними пагонами. Карликові барбариси переважно мають компактну, щільну, кулеподібну форму крони.
Листя — переважно просте, довгасте, зубчате по краях, розташоване пучками на вкорочених гілочках в пазухах простих або трироздільних колючок (видозмінених листків). Колір листків барбарисів може бути різний: жовтий, пурпуровий, зелений з яскравими білими плямами (сорт «Kelleris»), пістрявий (пурпуровий з білими, рожевими і сірими плямами — сорт «Harlequin») чи з облямівкою.
Квіти — дрібні, духмяні, золотаво-жовті, в китицях. Пелюсток і тичинок — 6. Квітнуть барбариси дуже ефектно. Дрібні квіточки, схожі на сферичні дзвіночки, повністю вкривають гілки з середини травня. У спекотливу погоду вони поширюють солодкуватий, терпкий аромат. Кожна пелюстка має два нектарника в основі — вони виділяють прозорі краплини, які приваблюють комах. Рясно квітнуть барбариси не тільки на сонці, а і у напівтіні.
Плоди — однонасінні ягоди, різноманітні за формою і забарвленням. Після листопаду вони переважно ще довго, до весни, лишаються на кущах. Птахи рідко їдять ягоди барбарису, хоча вони і не отруйні.

### Розмноження
Барбарис розмножується насінням. Штучно його також розводять кореневими живцями і поділом куща.
Барбариси не можна саджати поряд із зерновими культурами — кущ є проміжним господарем гриба Puccinia graminis і може заразити посіви лінійною іржею зернових.
Барбариси добре переносять умови міста, не бояться вітру, посухостійкі, невибагливі до ґрунту — не витримують лише застійного зволоження.
Барбариси — світлолюбні, але витримують і деяке затінення.

## Поширення
У світі нараховується близько 600 видів барбарису. Більшість з них поширені в Азії, деякі види — в Америці, Європі і Африці. Близько 90 з них інтродуковані в Україні, у додаток до двох аборигенних видів — барбарису звичайного (Berberis vulgaris), який у дикорослому виді поширений по всій країні, та барбарису східного (Berberis orientalis), що зустрічається лише в Криму . В Україні зустрічається найчастіше на узліссях, галявинах, під шатром зріджених деревостанів та на схилах пагорбів
У високогір'ях деякі види барбарису піднімаються до 1800 метрів над рівнем моря. Рослина не боїться морозів, росте навіть біля Архангельська. Один вид — барбарис амурський (Berberis amurensis) — росте на Далекому Сході.

## Хвороби та шкідники
- Барбарисова попелиця (рос. тля) — призводить до зморщування і підсихання листя. Проти неї навесні проводять обприскування розчином господарського мила або тютюну (махорки).

- Квітковий п'ядун — виїдає плоди. Коли з'являється гусінь — рослини обробляють децисом або карбофосом.

- Борошниста роса барбарису. Її збудник — гриб з роду мікросфера. На верхній та нижній стороні листків, пагонів чи плодів з'являється білий борошнистий наліт. Він складається з грибниці-міцелію та спор, які постійно уражують молоді пагони та кущі. Проти неї проводять обприскування розчином колоїдної сірки та вапна. Дуже уражені пагони і листки спалюють.

- Стеблова іржа — характеризується появою навесні на молодих листках куща з верхнього боку — яскравих оранжевих плям. З нижнього — випуклих подушок, в яких визрівають спори. Кущі обприскують розчином колоїдної сірки. Барбарис Тунберґа іржею не уражується.

- Плямистість листків — спричиняє її кілька грибів-збудників. На листках з'являються різні за формою і кольором плями, листки сохнуть та опадають. Кущі обприскують оксихлоридом міді.

- Всихання пагонів — може спричинити більше 14 видів грибів-збудників, які розвиваються як під корою, так і на її поверхні. У кущів всихає, опадає листя і відмирають окремі гілки. Поширення хвороби може зупинити своєчасне обрізання хворих пагонів.

- Бактеріоз — викликає бактерія роду псевдомонас. На листках і молодих пагонах спочатку з'являються темні, водянисті плями. Потім вони тріскаються, утворюють здуття і напливи бурого кольору.

## Практичне використання

### Медицина

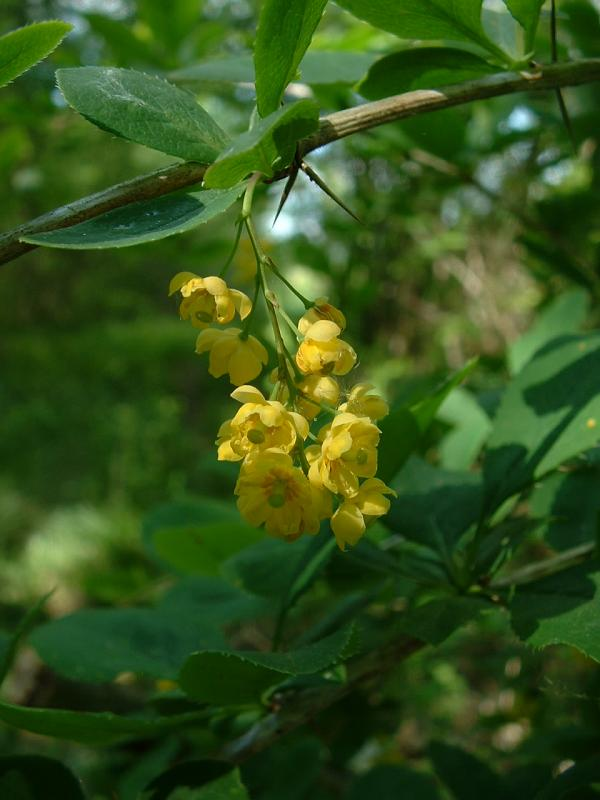
Квіти барбарису звичайного

Як лікарська рослина барбарис відомий здавна. Під час розкопок в Єгипті знайдені глиняні дощечки клинописної бібліотеки (650 років до нашої ери), які прославляють ягоди барбарису як засіб для «очищення крові». Ще раніше лікарські властивості цієї ягоди були відомі в Індії. Вавилоняни та асирійці за сотні років до нашої ери знали про його кровоочисні властивості, а в арабських країнах здавна він був визнаною і досить популярною лікарською рослиною.
В сучасній медицині використовують настоянку листків барбарису звичайного і амурського (вони містять алкалоїди — берберин, оксиконтин, бербамін та інші, які знижують артеріальний тиск і регулюють серцеву діяльність) — проти маточних кровотеч. Настоянка стимулює скорочення м'язів матки, звужує судини і прискорює згортання крові. Також її застосовують як жовчогінний засіб при хронічному гепатиті, холециститі, жовчнокам'яній хворобі.
У листі та корі є також аскорбінова кислота, каротиноїди, дубильні речовини і мікроелементи: нікель, цинк, молібден тощо. У плодах багато вітаміну C, цукру, яблучної та лимонної кислоти.

### Промисловість
Барбарис — барвникова рослина. З нього можна виготовити червоне чорнило, а відваром з гілок та кори фарбувати вовну, тканину та шкіру у лимонно-жовтий колір. Знаменитий жовтий сап'ян одержували колись за допомогою барбарисових барвників.
Жовта та надзвичайно тверда деревина барбарису використовується для виготовлення сувенірів, художніх та інших виробів.

### Кулінарія
Ягоди барбарису використовують в кулінарії. З них готують мармелад, квас, кисіль, сік, кислий смак якого втамовує спрагу. Барбарисовий сік змішують з іншими соками, додають в компоти та морси. З барбарису варять варення, яке має єдиний недолік — великі кісточки.
В кулінарії мелений засушений барбарис — поширена приправа, вона найбільше підходить до страв з рису та баранини. В асортименті кондитерських фабрик є льодяники «барбарис», які в народі називають «барбариски».
Також барбарис — дуже гарний медонос, дає багато нектару бджолам в травні і червні. Він квітне протягом 15-25 днів. Поруч з липовим, гречаним, квітковим виділяють і барбарисовий мед, він має жовтуватий колір, приємний смак та високі цілющі властивості.

### Озеленення
Введення барбарису в культуру садів почалося в XVIII столітті. Його залюбки саджали поміщики, зокрема у Франції, на садибах і у парках. Це викликало селянські «барбарисові» бунти. Селяни стверджували, що цей дьявольський чагарник заражає зернові культури згубною хворобою — іржею. Поміщики не вірили, що одна рослина може заражати іншу. Згодом, коли вчені стали користуватись мікроскопом, були відкриті мікроскопічні грибки, одна із стадій розвитку яких відбувається на нижній стороні листя барбарису. Землероби давно помітили: де є барбарис, там злаки пошкоджуються іржею. Варто знищити барбарис, зникає і хвороба. Тому на кінець XIX століття різко зменшились сільські насадження барбарису.
Окультурено близько 45 його видів. Вони мають господарське значення як ягідні кущі. Також барбариси популярні серед садівників. Як декоративний чагарник найпоширеніший барбарис звичайний (Berberis vulgaris), який часто розводять для утворення «живих» парканів. Кущі виростають заввишки до 3 м, густі і непролазні. Колючки барбарису за своєю жорсткістю подібні до колючок глоду.
Барбариси гарно обрізаються. Декоративні форми можна стригти практично у будь-яку пору року.